# Sem Wokke
Sem Wokke (Alkmaar, 11 september 1952) is een voormalig voetballer van AZ'67, FC Volendam en SC Telstar.
Sem Wokke begon met voetballen bij VV Limmen. Door zijn vele doelpunten aldaar trok hij de aandacht van AZ. Hij debuteerde voor de Alkmaarders in 1974. Een echte doorbraak bleef echter uit. De concurrentie voorin was ook moordend met onder andere Kees Kist. In 1976 vertrok hij samen met Ruud Suurendonk en trainer Joop Brand naar FC Volendam. Na slechts één jaar bij Volendam keerde hij terug naar de amateurs. Na een aantal seizoenen bij ADO'20 maakte Wokke in 1981 bij Telstar een kortstondige rentree in het betaalde voetbal.
Na zijn actieve voetbalcarrière werd Wokke trainer. Hij trainde de jeugd van AZ en Telstar en was onder meer hoofdtrainer bij de amateurs van VV Limmen, Z.A.P. en Meervogels '31.
Met ingang van het seizoen 2014-2015 is Wokke trainer van LSVV uit Zuid-Scharwoude.